# Anishort Festival

Logo des Festivals

Das Anishort Festival ist ein internationales Festival für kurze Animationsfilme, das seit 2014 jährlich stattfindet. Anishort findet in ausgewählten Großstädten Europas statt (derzeit in Tschechien, der Slowakei, Estland und Polen). Es wird jährlich von mehreren tausend Zuschauern besucht.

## Filmauswahl
Das Anishort Festival setzt sich zum Ziel, alljährlich die besten Trickkurzfilme aus der ganzen Welt vorzustellen. Jedes Jahr werden mehrere hundert Filme eingereicht, von denen  20 ausgewählt werden. Am Wettbewerb teilnehmen können Filme, die vor maximal drei Jahren entstanden sind und nicht länger als zehn Minuten dauern. Form, Genre oder Animationstechnik sind beliebig.

## Wettbewerbskategorien

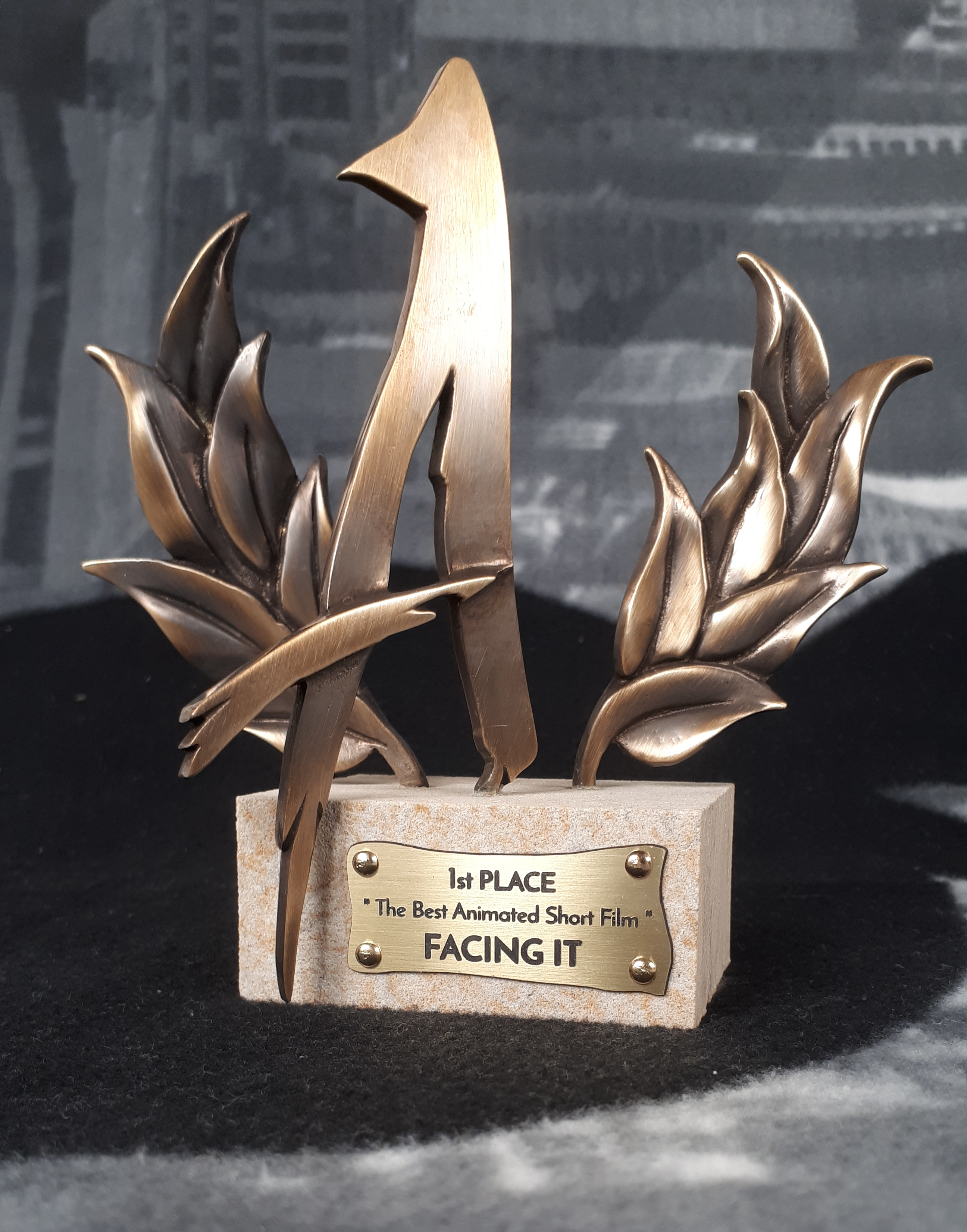
Trophäe des ersten Platzes

1. Preis für den besten kurzen Animationsfilm: Dieser Preis wird von einer internationalen siebenköpfigen Jury erteilt, die sich aus Profis auf dem Gebiet der Animation zusammensetzt. Jedes Mitglied vertritt ein anderes Land.[3] Die Autoren der Siegerfilme (1., 2. und 3. Platz) gewinnen Geld und eine Festivaltrophäe.
2. Zuschauerpreis für den besten kurzen Animationsfilm: Dieser Preis wird auf Grund der Abstimmung der Zuschauer aus allen Staaten erteilt, in denen das Festival stattfindet. Der Sieger erhält eine Trophäe.
3. Anishort-Festivalsonderpreis: Dieser Preis wird von einer Kunstjury erteilt, die aus den Mitgliedern des Anishort-Festivalteams besteht. Der Sieger erhält eine Trophäe.